# 百度渡鴉
渡鴉（英語：Raven）是中国网络服务公司百度旗下的智能音箱品牌。渡鴉智能音箱搭載智慧型個人助理服务DuerOS。百度于2017年2月收购渡鴉科技後逐步推出渡鴉系列智能音箱。第一款智能音箱Raven H于2017年12月上市销售。 

## 产品

### Raven H
Raven H是由八个金属板组成的智能音箱。他的工业设计由渡鸦和瑞典公司Teenage Engineering联合打造。该设备配備了Tymphany（迪芬尼）扬声器，智能音箱顶部可拆卸的橙色金属板是一個19X19的触摸LED点阵屏，在不拆卸情況下能够实现最高约90°的翻折。用戶可以通過與Raven H內置的DuerOS进行语音交互，並可進行音乐播放，播報天气以及使用滴滴出行打車。Raven H于2017年11月在北京举行的百度世界大会上首次發佈。Raven H于2017年12月在中国上市，价格为人民币1,699元。

## 外部鏈接
- 渡鸦Raven-H 产品介绍及预订 | 渡鸦科技 （页面存档备份，存于）